# Campeonato Ecuatoriano de Fútbol 1980
El Campeonato Ecuatoriano de Fútbol 1980, conocido oficialmente como «Campeonato Nacional de Fútbol 1980», fue la 22.ª edición del Campeonato nacional de fútbol profesional de la Serie A en Ecuador. El torneo fue organizado por la Federación Ecuatoriana de Fútbol. Por sexta vez hubo 2 descensos en 2 etapas.
Barcelona se coronó campeón por sexta vez en su historia.
El Nacional, jugó la segunda etapa en la Serie B del Campeonato de 1979 (año anterior).
Esta edición regresó el gran vigente El Nacional a la Serie A. El primer partido de reingreso de El Nacional a la Serie A, se lo jugó frente a la Universidad Católica. Esta vez el resultado fue 3 a 0 en el Atahualpa, ocurrió el 7 de mayo de 1980.
También en esta edición estuvo marcada particularmente por el primer descenso del Club Sport Emelec, que perdió la categoría luego de 23 años de permanencia y 15 años ininterrumpidos en la Serie A.

## Sistema de juego
El campeonato de 1980 reptió el esquema utilizado en los últimos años. Se jugó en 3 etapas.
La primera de ellas se disputó entre 10 equipos. Los 2 últimos en la ubicación general descendieron a media temporada. Los 3 primeros clasificaron a la pentagonal final. Ascendieron de la Serie B los 2 equipos.
La segunda etapa fue igual a la primera, básicamente: 10 equipos jugaron bajo la modalidad de sistema de todos contra todos en partidos de ida y vuelta. Luego de los 18 encuentros, descendieron los 2 últimos ubicados y clasificaron a la pentagonal los 3 mejores.
Cuando igualaron puntajes y gol diferencia se disputaron partidos definitorios, en los que no se tomó en cuenta la diferencia de tantos sino el resultado. Al requerirse un tercer encuentro, este se disputó en cancha neutral.

## Primera etapa

### Relevo semestral de clubes
| Pos. | de la Segunda etapa de la Serie A |
| ---- | --------------------------------- |
| 9º   | Aucas                             |
| 10º  | Deportivo Quito                   |

| Pos. | de la Segunda etapa de la Serie B |
| ---- | --------------------------------- |
| 1º   | El Nacional                       |
| 2º   | Everest                           |

### Datos de los clubes
| Equipo                | Ciudad                                                                             | Provincia  |
| --------------------- | ---------------------------------------------------------------------------------- | ---------- |
| América de Quito      | Quito                                                                              | Pichincha  |
| Barcelona             | Guayaquil                                                                          | Guayas     |
| Deportivo Cuenca      | Cuenca                                                                             | Azuay      |
| El Nacional           | Quito                                                                              | Pichincha  |
| Emelec                | Guayaquil                                                                          | Guayas     |
| Everest               | Guayaquil / Milagro                                                                | Guayas     |
| Liga de Quito         | Quito                                                                              | Pichincha  |
| Manta Sport           | [[Archivo:\|class=notpageimage noviewer\|20x20px\|border\|Bandera de Manta]] Manta | Manabí     |
| Técnico Universitario | Ambato                                                                             | Tungurahua |
| Universidad Católica  | Quito                                                                              | Pichincha  |

### Equipos por ubicación geográfica
| Provincia  | N.º | Equipos                                                                 |
| ---------- | --- | ----------------------------------------------------------------------- |
| Pichincha  | 4   | - América de Quito - El Nacional - Liga de Quito - Universidad Católica |
| Guayas     | 3   | - Barcelona - Emelec - Everest                                          |
| Azuay      | 1   | - Deportivo Cuenca                                                      |
| Manabí     | 1   | - Manta Sport                                                           |
| Tungurahua | 1   | - Técnico Universitario                                                 |

| Manta Sport Barcelona Emelec Everest Universidad Católica Liga de Quito El Nacional América de Quito Deportivo Cuenca Técnico Universitario |

### Tabla de posiciones
|  |  |     | Equipo                | PJ | PG | PE | PP | GF | GC | DG | PTS | PB |
|  |  | --- | --------------------- | -- | -- | -- | -- | -- | -- | -- | --- | -- |
|  |  | 1.  | Universidad Católica  | 18 | 8  | 5  | 5  | 28 | 21 | +7 | 21  | 3  |
|  |  | 2.  | Técnico Universitario | 18 | 7  | 6  | 5  | 26 | 21 | +5 | 20  | 2  |
|  |  | 3.  | Barcelona             | 18 | 7  | 6  | 5  | 26 | 21 | +5 | 20  | 1  |
|  |  | 4.  | Emelec                | 18 | 7  | 5  | 6  | 22 | 18 | +4 | 19  |    |
|  |  | 5.  | América de Quito      | 18 | 6  | 6  | 6  | 21 | 23 | -2 | 18  |    |
|  |  | 6.  | Liga de Quito         | 18 | 4  | 9  | 5  | 23 | 21 | +2 | 17  |    |
|  |  | 7.  | El Nacional           | 18 | 6  | 5  | 7  | 18 | 19 | -1 | 17  |    |
|  |  | 8.  | Everest               | 18 | 6  | 5  | 7  | 23 | 29 | -6 | 17  |    |
|  |  | 9.  | Manta Sport           | 18 | 8  | 1  | 9  | 20 | 28 | -8 | 17  |    |
|  |  | 10. | Deportivo Cuenca      | 18 | 5  | 4  | 9  | 14 | 19 | -5 | 14  |    |

PJ = Partidos jugados; PG = Partidos ganados; PE = Partidos empatados; PP = Partidos perdidos; GF = Goles a favor; GC = Goles en contra; DG = Diferencia de gol; PTS = Puntos; PB = Puntos de bonificación
|  | Clasificaron al Pentagonal final. |
|  | Descendieron a la Serie B.        |

### Partidos y resultados
| Fecha 1               | Fecha 1   | Fecha 1              |
| Equipo Local          | Resultado | Equipo Visitante     |
| --------------------- | --------- | -------------------- |
| Técnico Universitario | 3 - 1     | Barcelona            |
| Everest               | 2 - 2     | América de Quito     |
| Deportivo Cuenca      | 1 - 0     | Manta Sport          |
| El Nacional           | 3 - 0     | Universidad Católica |
| Liga de Quito         | 1 - 1     | Emelec               |

| Fecha 2          | Fecha 2   | Fecha 2               |
| Equipo Local     | Resultado | Equipo Visitante      |
| ---------------- | --------- | --------------------- |
| Manta Sport      | 2 - 1     | Universidad Católica  |
| Barcelona        | 2 - 1     | Deportivo Cuenca      |
| Liga de Quito    | 2 - 2     | Everest               |
| Emelec           | 2 - 0     | El Nacional           |
| América de Quito | 1 - 1     | Técnico Universitario |

| Fecha 3               | Fecha 3   | Fecha 3          |
| Equipo Local          | Resultado | Equipo Visitante |
| --------------------- | --------- | ---------------- |
| Everest               | 1 - 3     | Emelec           |
| Técnico Universitario | 1 - 0     | Manta Sport      |
| Deportivo Cuenca      | 1 - 1     | Liga de Quito    |
| El Nacional           | 1 - 1     | Barcelona        |
| Universidad Católica  | 3 - 2     | América de Quito |

| Fecha 4       | Fecha 4   | Fecha 4               |
| Equipo Local  | Resultado | Equipo Visitante      |
| ------------- | --------- | --------------------- |
| Everest       | 3 - 2     | Técnico Universitario |
| Barcelona     | 1 - 0     | América de Quito      |
| El Nacional   | 2 - 0     | Deportivo Cuenca      |
| Manta Sport   | 3 - 1     | Emelec                |
| Liga de Quito | 1 - 0     | Universidad Católica  |

| Fecha 5               | Fecha 5   | Fecha 5              |
| Equipo Local          | Resultado | Equipo Visitante     |
| --------------------- | --------- | -------------------- |
| Técnico Universitario | 0 - 0     | El Nacional          |
| Deportivo Cuenca      | 1 - 0     | Everest              |
| Liga de Quito         | 5 - 0     | Manta Sport          |
| América de Quito      | 1 - 1     | Emelec               |
| Barcelona             | 2 - 2     | Universidad Católica |

| Fecha 6          | Fecha 6   | Fecha 6               |
| Equipo Local     | Resultado | Equipo Visitante      |
| ---------------- | --------- | --------------------- |
| Manta Sport      | 2 - 0     | Barcelona             |
| Everest          | 2 - 2     | Universidad Católica  |
| Emelec           | 2 - 0     | Técnico Universitario |
| América de Quito | 2 - 0     | Deportivo Cuenca      |
| Liga de Quito    | 2 - 2     | El Nacional           |

| Fecha 7              | Fecha 7   | Fecha 7               |
| Equipo Local         | Resultado | Equipo Visitante      |
| -------------------- | --------- | --------------------- |
| Barcelona            | 0 - 0     | Everest               |
| Deportivo Cuenca     | 2 - 2     | Técnico Universitario |
| El Nacional          | 1 - 0     | Manta Sport           |
| Liga de Quito        | 2 - 3     | América de Quito      |
| Universidad Católica | 1 - 0     | Emelec                |

| Fecha 8               | Fecha 8   | Fecha 8          |
| Equipo Local          | Resultado | Equipo Visitante |
| --------------------- | --------- | ---------------- |
| Técnico Universitario | 1 - 1     | Liga de Quito    |
| Manta Sport           | 1 - 0     | América de Quito |
| Emelec                | 1 - 1     | Barcelona        |
| El Nacional           | 1 - 0     | Everest          |
| Universidad Católica  | 2 - 1     | Deportivo Cuenca |

| Fecha 9              | Fecha 9   | Fecha 9               |
| Equipo Local         | Resultado | Equipo Visitante      |
| -------------------- | --------- | --------------------- |
| Universidad Católica | 2 - 1     | Técnico Universitario |
| Everest              | 3 - 1     | Manta Sport           |
| Barcelona            | 1 - 0     | Liga de Quito         |
| América de Quito     | 2 - 1     | El Nacional           |
| Deportivo Cuenca     | 2 - 0     | Emelec                |

| Fecha 10             | Fecha 10  | Fecha 10              |
| Equipo Local         | Resultado | Equipo Visitante      |
| -------------------- | --------- | --------------------- |
| América de Quito     | 2 - 2     | Everest               |
| Barcelona            | 2 - 1     | Técnico Universitario |
| Manta Sport          | 0 - 0     | Deportivo Cuenca      |
| Emelec               | 1 - 1     | Liga de Quito         |
| Universidad Católica | 1 - 0     | El Nacional           |

| Fecha 11              | Fecha 11  | Fecha 11         |
| Equipo Local          | Resultado | Equipo Visitante |
| --------------------- | --------- | ---------------- |
| Everest               | 1 - 0     | Liga de Quito    |
| Técnico Universitario | 3 - 0     | América de Quito |
| El Nacional           | 1 - 1     | Emelec           |
| Deportivo Cuenca      | 1 - 0     | Barcelona        |
| Universidad Católica  | 3 - 0     | Manta Sport      |

| Fecha 12         | Fecha 12  | Fecha 12              |
| Equipo Local     | Resultado | Equipo Visitante      |
| ---------------- | --------- | --------------------- |
| Manta Sport      | 4 - 2     | Técnico Universitario |
| América de Quito | 1 - 1     | Universidad Católica  |
| Liga de Quito    | 1 - 0     | Deportivo Cuenca      |
| Barcelona        | 2 - 0     | El Nacional           |
| Emelec           | 4 - 0     | Everest               |

| Fecha 13              | Fecha 13  | Fecha 13         |
| Equipo Local          | Resultado | Equipo Visitante |
| --------------------- | --------- | ---------------- |
| América de Quito      | 2 - 1     | Barcelona        |
| Deportivo Cuenca      | 1 - 2     | El Nacional      |
| Emelec                | 2 - 0     | Manta Sport      |
| Técnico Universitario | 2 - 0     | Everest          |
| Universidad Católica  | 4 - 1     | Liga de Quito    |

| Fecha 14             | Fecha 14  | Fecha 14              |
| Equipo Local         | Resultado | Equipo Visitante      |
| -------------------- | --------- | --------------------- |
| El Nacional          | 1 - 1     | Técnico Universitario |
| Everest              | 1 - 0     | Deportivo Cuenca      |
| Manta Sport          | 1 - 0     | Liga de Quito         |
| Emelec               | 2 - 0     | América de Quito      |
| Universidad Católica | 2 - 2     | Barcelona             |

| Fecha 15              | Fecha 15  | Fecha 15         |
| Equipo Local          | Resultado | Equipo Visitante |
| --------------------- | --------- | ---------------- |
| El Nacional           | 0 - 2     | Liga de Quito    |
| Universidad Católica  | 3 - 0     | Everest          |
| Técnico Universitario | 2 - 0     | Emelec           |
| Barcelona             | 5 - 1     | Manta Sport      |
| Deportivo Cuenca      | 0 - 0     | América de Quito |

| Fecha 16              | Fecha 16  | Fecha 16             |
| Equipo Local          | Resultado | Equipo Visitante     |
| --------------------- | --------- | -------------------- |
| América de Quito      | 1 - 1     | Liga de Quito        |
| Técnico Universitario | 2 - 1     | Deportivo Cuenca     |
| Emelec                | 0 - 0     | Universidad Católica |
| Manta Sport           | 1 - 0     | El Nacional          |
| Everest               | 2 - 0     | Barcelona            |

| Fecha 17         | Fecha 17  | Fecha 17              |
| Equipo Local     | Resultado | Equipo Visitante      |
| ---------------- | --------- | --------------------- |
| Liga de Quito    | 1 - 1     | Técnico Universitario |
| Barcelona        | 3 - 1     | Emelec                |
| Everest          | 3 - 2     | El Nacional           |
| América de Quito | 2 - 1     | Manta Sport           |
| Deportivo Cuenca | 2 - 1     | Universidad Católica  |

| Fecha 18              | Fecha 18  | Fecha 18             |
| Equipo Local          | Resultado | Equipo Visitante     |
| --------------------- | --------- | -------------------- |
| Técnico Universitario | 1 - 0     | Universidad Católica |
| Liga de Quito         | 1 - 1     | Barcelona            |
| El Nacional           | 1 - 0     | América de Quito     |
| Manta Sport           | 2 - 1     | Everest              |
| Emelec                | 1 - 0     | Deportivo Cuenca     |

## Segunda etapa

### Relevo semestral de clubes
| Pos. | de la Primera etapa de la Serie A |
| ---- | --------------------------------- |
| 9º   | Manta Sport                       |
| 10º  | Deportivo Cuenca                  |

| Pos. | de la Primera etapa de la Serie B |
| ---- | --------------------------------- |
| 1º   | Deportivo Quito                   |
| 2º   | Liga de Cuenca                    |

### Datos de los clubes
| Equipo                | Ciudad              | Provincia  |
| --------------------- | ------------------- | ---------- |
| América de Quito      | Quito               | Pichincha  |
| Barcelona             | Guayaquil           | Guayas     |
| Deportivo Quito       | Quito               | Pichincha  |
| El Nacional           | Quito               | Pichincha  |
| Emelec                | Guayaquil           | Guayas     |
| Everest               | Guayaquil / Milagro | Guayas     |
| Liga de Cuenca        | Cuenca              | Azuay      |
| Liga de Quito         | Quito               | Pichincha  |
| Técnico Universitario | Ambato              | Tungurahua |
| Universidad Católica  | Quito               | Pichincha  |

### Equipos por ubicación geográfica
| Provincia  | N.º | Equipos                                                                                   |
| ---------- | --- | ----------------------------------------------------------------------------------------- |
| Pichincha  | 5   | - América de Quito - Deportivo Quito - El Nacional - Liga de Quito - Universidad Católica |
| Guayas     | 3   | - Barcelona - Emelec - Everest                                                            |
| Azuay      | 1   | - Liga de Cuenca                                                                          |
| Tungurahua | 1   | - Técnico Universitario                                                                   |

| Barcelona Emelec Everest Universidad Católica Liga de Quito El Nacional Deportivo Quito América de Quito Liga de Cuenca Técnico Universitario |

### Tabla de posiciones
|  |  |     | Equipo                | PJ | PG | PE | PP | GF | GC | DG  | PTS | PB |
|  |  | --- | --------------------- | -- | -- | -- | -- | -- | -- | --- | --- | -- |
|  |  | 1.  | El Nacional           | 18 | 8  | 8  | 2  | 24 | 16 | +8  | 24  | 3  |
|  |  | 2.  | Barcelona             | 18 | 8  | 6  | 4  | 29 | 20 | +9  | 22  | 2  |
|  |  | 3.  | América de Quito      | 18 | 9  | 4  | 5  | 23 | 15 | +8  | 22  | 1  |
|  |  | 4.  | Universidad Católica  | 18 | 7  | 7  | 4  | 25 | 13 | +12 | 21  |    |
|  |  | 5.  | Técnico Universitario | 18 | 7  | 3  | 8  | 29 | 28 | +1  | 17  |    |
|  |  | 6.  | Liga de Quito         | 18 | 4  | 9  | 5  | 21 | 24 | -3  | 17  |    |
|  |  | 7.  | Everest               | 18 | 4  | 8  | 6  | 22 | 30 | -8  | 16  |    |
|  |  | 8.  | Deportivo Quito       | 18 | 5  | 4  | 9  | 18 | 20 | -2  | 14  |    |
|  |  | 9.  | Emelec                | 18 | 4  | 6  | 8  | 13 | 21 | -8  | 14  |    |
|  |  | 10. | Liga de Cuenca        | 18 | 5  | 3  | 10 | 7  | 24 | -17 | 13  |    |

PJ = Partidos jugados; PG = Partidos ganados; PE = Partidos empatados; PP = Partidos perdidos; GF = Goles a favor; GC = Goles en contra; DG = Diferencia de gol; PTS = Puntos; PB = Puntos de bonificación
|  | Clasificaron al Pentagonal final. |
|  | Descendieron a la Serie B.        |

### Partidos y resultados
| Fecha 1              | Fecha 1   | Fecha 1               |
| Equipo Local         | Resultado | Equipo Visitante      |
| -------------------- | --------- | --------------------- |
| Deportivo Quito      | 2 - 1     | Técnico Universitario |
| Universidad Católica | 0 - 0     | Emelec                |
| América de Quito     | 1 - 0     | Barcelona             |
| Liga de Cuenca       | 0 - 0     | El Nacional           |
| Everest              | 3 - 3     | Liga de Quito         |

| Fecha 2               | Fecha 2   | Fecha 2              |
| Equipo Local          | Resultado | Equipo Visitante     |
| --------------------- | --------- | -------------------- |
| Liga de Quito         | 3 - 0     | Liga de Cuenca       |
| Emelec                | 2 - 3     | Everest              |
| Barcelona             | 1 - 0     | Deportivo Quito      |
| El Nacional           | 1 - 1     | América de Quito     |
| Técnico Universitario | 2 - 1     | Universidad Católica |

| Fecha 3              | Fecha 3   | Fecha 3               |
| Equipo Local         | Resultado | Equipo Visitante      |
| -------------------- | --------- | --------------------- |
| Liga de Cuenca       | 0 - 1     | Barcelona             |
| Emelec               | 3 - 1     | Técnico Universitario |
| Deportivo Quito      | 2 - 2     | Liga de Quito         |
| El Nacional          | 1 - 0     | Everest               |
| Universidad Católica | 2 - 1     | América de Quito      |

| Fecha 4               | Fecha 4   | Fecha 4              |
| Equipo Local          | Resultado | Equipo Visitante     |
| --------------------- | --------- | -------------------- |
| Técnico Universitario | 1 - 2     | América de Quito     |
| Barcelona             | 1 - 1     | El Nacional          |
| Liga de Quito         | 0 - 3     | Universidad Católica |
| Everest               | 3 - 0     | Liga de Cuenca       |
| Deportivo Quito       | 0 - 0     | Emelec               |

| Fecha 5              | Fecha 5   | Fecha 5               |
| Equipo Local         | Resultado | Equipo Visitante      |
| -------------------- | --------- | --------------------- |
| América de Quito     | 1 - 1     | Everest               |
| Universidad Católica | 2 - 1     | Barcelona             |
| Liga de Cuenca       | 1 - 0     | Deportivo Quito       |
| Emelec               | 0 - 1     | Liga de Quito         |
| El Nacional          | 3 - 2     | Técnico Universitario |

| Fecha 6               | Fecha 6   | Fecha 6              |
| Equipo Local          | Resultado | Equipo Visitante     |
| --------------------- | --------- | -------------------- |
| Técnico Universitario | 2 - 0     | Liga de Cuenca       |
| Barcelona             | 0 - 0     | Emelec               |
| Everest               | 3 - 1     | Universidad Católica |
| Deportivo Quito       | 0 - 1     | América de Quito     |
| Liga de Quito         | 1 - 1     | El Nacional          |

| Fecha 7              | Fecha 7   | Fecha 7               |
| Equipo Local         | Resultado | Equipo Visitante      |
| -------------------- | --------- | --------------------- |
| Liga de Cuenca       | 1 - 0     | Emelec                |
| América de Quito     | 1 - 1     | Liga de Quito         |
| Deportivo Quito      | 3 - 0     | Everest               |
| Barcelona            | 4 - 1     | Técnico Universitario |
| Universidad Católica | 1 - 2     | El Nacional           |

| Fecha 8               | Fecha 8   | Fecha 8              |
| Equipo Local          | Resultado | Equipo Visitante     |
| --------------------- | --------- | -------------------- |
| América de Quito      | 3 - 0     | Liga de Cuenca       |
| Técnico Universitario | 2 - 1     | Liga de Quito        |
| Everest               | 2 - 2     | Barcelona            |
| Deportivo Quito       | 0 - 0     | Universidad Católica |
| Emelec                | 1 - 1     | El Nacional          |

| Fecha 9          | Fecha 9   | Fecha 9               |
| Equipo Local     | Resultado | Equipo Visitante      |
| ---------------- | --------- | --------------------- |
| Everest          | 1 - 1     | Técnico Universitario |
| Liga de Cuenca   | 0 - 0     | Universidad Católica  |
| América de Quito | 2 - 0     | Emelec                |
| Liga de Quito    | 2 - 2     | Barcelona             |
| El Nacional      | 2 - 1     | Deportivo Quito       |

| Fecha 10              | Fecha 10  | Fecha 10             |
| Equipo Local          | Resultado | Equipo Visitante     |
| --------------------- | --------- | -------------------- |
| Liga de Quito         | 0 - 0     | Everest              |
| Técnico Universitario | 2 - 1     | Deportivo Quito      |
| El Nacional           | 0 - 2     | Liga de Cuenca       |
| Emelec                | 0 - 0     | Universidad Católica |
| Barcelona             | 2 - 1     | América de Quito     |

| Fecha 11             | Fecha 11  | Fecha 11              |
| Equipo Local         | Resultado | Equipo Visitante      |
| -------------------- | --------- | --------------------- |
| Universidad Católica | 2 - 1     | Técnico Universitario |
| Deportivo Quito      | 4 - 3     | Barcelona             |
| América de Quito     | 2 - 1     | El Nacional           |
| Everest              | 0 - 2     | Emelec                |
| Liga de Cuenca       | 2 - 0     | Liga de Quito         |

| Fecha 12              | Fecha 12  | Fecha 12             |
| Equipo Local          | Resultado | Equipo Visitante     |
| --------------------- | --------- | -------------------- |
| América de Quito      | 2 - 1     | Universidad Católica |
| Barcelona             | 2 - 0     | Liga de Cuenca       |
| Técnico Universitario | 3 - 1     | Emelec               |
| Liga de Quito         | 2 - 1     | Deportivo Quito      |
| Everest               | 1 - 1     | El Nacional          |

| Fecha 13             | Fecha 13  | Fecha 13              |
| Equipo Local         | Resultado | Equipo Visitante      |
| -------------------- | --------- | --------------------- |
| Liga de Cuenca       | 0 - 0     | Everest               |
| América de Quito     | 0 - 1     | Técnico Universitario |
| Emelec               | 1 - 2     | Deportivo Quito       |
| El Nacional          | 3 - 1     | Barcelona             |
| Universidad Católica | 1 - 1     | Liga de Quito         |

| Fecha 14              | Fecha 14  | Fecha 14             |
| Equipo Local          | Resultado | Equipo Visitante     |
| --------------------- | --------- | -------------------- |
| Barcelona             | 0 - 0     | Universidad Católica |
| Everest               | 2 - 1     | América de Quito     |
| Liga de Quito         | 1 - 1     | Emelec               |
| Deportivo Quito       | 2 - 0     | Liga de Cuenca       |
| Técnico Universitario | 1 - 1     | El Nacional          |

| Fecha 15             | Fecha 15  | Fecha 15              |
| Equipo Local         | Resultado | Equipo Visitante      |
| -------------------- | --------- | --------------------- |
| Liga de Cuenca       | 1 - 0     | Técnico Universitario |
| Emelec               | 0 - 4     | Barcelona             |
| América de Quito     | 1 - 0     | Deportivo Quito       |
| Universidad Católica | 4 - 0     | Everest               |
| El Nacional          | 3 - 1     | Liga de Quito         |

| Fecha 16              | Fecha 16  | Fecha 16             |
| Equipo Local          | Resultado | Equipo Visitante     |
| --------------------- | --------- | -------------------- |
| Emelec                | 1 - 0     | Liga de Cuenca       |
| Everest               | 0 - 0     | Deportivo Quito      |
| El Nacional           | 0 - 0     | Universidad Católica |
| Liga de Quito         | 1 - 1     | América de Quito     |
| Técnico Universitario | 2 - 2     | Barcelona            |

| Fecha 17             | Fecha 17  | Fecha 17              |
| Equipo Local         | Resultado | Equipo Visitante      |
| -------------------- | --------- | --------------------- |
| Liga de Cuenca       | 0 - 2     | América de Quito      |
| Universidad Católica | 2 - 0     | Deportivo Quito       |
| Barcelona            | 2 - 1     | Everest               |
| Liga de Quito        | 1 - 0     | Técnico Universitario |
| El Nacional          | 2 - 0     | Emelec                |

| Fecha 18              | Fecha 18  | Fecha 18         |
| Equipo Local          | Resultado | Equipo Visitante |
| --------------------- | --------- | ---------------- |
| Técnico Universitario | 6 - 2     | Everest          |
| Universidad Católica  | 5 - 0     | Liga de Cuenca   |
| Deportivo Quito       | 0 - 1     | El Nacional      |
| Barcelona             | 1 - 0     | Liga de Quito    |
| Emelec                | 1 - 0     | América de Quito |

## Pentagonal final

### Tabla de posiciones
|  |  |    | Equipo                | PJ | PG | PE | PP | GF | GC | DG  | PTS | PB |
|  |  | -- | --------------------- | -- | -- | -- | -- | -- | -- | --- | --- | -- |
|  |  | 1. | Barcelona             | 8  | 4  | 2  | 2  | 12 | 9  | +3  | 13  | 3  |
|  |  | 2. | Técnico Universitario | 8  | 5  | 1  | 2  | 11 | 8  | +3  | 13  | 2  |
|  |  | 3. | Universidad Católica  | 8  | 2  | 4  | 2  | 12 | 9  | +3  | 11  | 3  |
|  |  | 4. | América de Quito      | 8  | 3  | 2  | 3  | 15 | 12 | +3  | 9   | 1  |
|  |  | 5. | El Nacional           | 8  | 0  | 3  | 5  | 4  | 16 | -12 | 6   | 3  |

PJ = Partidos jugados; PG = Partidos ganados; PE = Partidos empatados; PP = Partidos perdidos; GF = Goles a favor; GC = Goles en contra; DG = Diferencia de gol; PTS = Puntos; PB = Puntos de bonificación
|  | Clasificaron a la Copa Libertadores 1981 y Disputaron el Desempate por el título. |

### Partidos y resultados
| Fecha 1          | Fecha 1   | Fecha 1              |
| Equipo Local     | Resultado | Equipo Visitante     |
| ---------------- | --------- | -------------------- |
| América de Quito | 1 - 0     | El Nacional          |
| Barcelona        | 2 - 1     | Universidad Católica |

| Fecha 2               | Fecha 2   | Fecha 2          |
| Equipo Local          | Resultado | Equipo Visitante |
| --------------------- | --------- | ---------------- |
| Universidad Católica  | 1 - 1     | América de Quito |
| Técnico Universitario | 2 - 0     | El Nacional      |

| Fecha 3               | Fecha 3   | Fecha 3          |
| Equipo Local          | Resultado | Equipo Visitante |
| --------------------- | --------- | ---------------- |
| Técnico Universitario | 1 - 0     | América de Quito |
| El Nacional           | 2 - 3     | Barcelona        |

| Fecha 4              | Fecha 4   | Fecha 4               |
| Equipo Local         | Resultado | Equipo Visitante      |
| -------------------- | --------- | --------------------- |
| Barcelona            | 1 - 0     | América de Quito      |
| Universidad Católica | 3 - 2     | Técnico Universitario |

| Fecha 5               | Fecha 5   | Fecha 5              |
| Equipo Local          | Resultado | Equipo Visitante     |
| --------------------- | --------- | -------------------- |
| El Nacional           | 0 - 4     | Universidad Católica |
| Técnico Universitario | 1 - 0     | Barcelona            |

| Fecha 6              | Fecha 6   | Fecha 6          |
| Equipo Local         | Resultado | Equipo Visitante |
| -------------------- | --------- | ---------------- |
| Universidad Católica | 1 - 1     | Barcelona        |
| El Nacional          | 1 - 5     | América de Quito |

| Fecha 7          | Fecha 7   | Fecha 7               |
| Equipo Local     | Resultado | Equipo Visitante      |
| ---------------- | --------- | --------------------- |
| El Nacional      | 1 - 1     | Técnico Universitario |
| América de Quito | 2 - 2     | Universidad Católica  |

| Fecha 8          | Fecha 8   | Fecha 8               |
| Equipo Local     | Resultado | Equipo Visitante      |
| ---------------- | --------- | --------------------- |
| Barcelona        | 0 - 0     | El Nacional           |
| América de Quito | 2 - 3     | Técnico Universitario |

| Fecha 9               | Fecha 9   | Fecha 9              |
| Equipo Local          | Resultado | Equipo Visitante     |
| --------------------- | --------- | -------------------- |
| Técnico Universitario | 1 - 0     | Universidad Católica |
| América de Quito      | 4 - 3     | Barcelona            |

| Fecha 10             | Fecha 10  | Fecha 10              |
| Equipo Local         | Resultado | Equipo Visitante      |
| -------------------- | --------- | --------------------- |
| Universidad Católica | 0 - 0     | El Nacional           |
| Barcelona            | 2 - 0     | Técnico Universitario |

### Desempate
La disputaron entre Barcelona y Técnico Universitario, ganando el equipo torero.
| Fecha                                                  | Ciudad    | Equipo local          | Resultado | Equipo visitante      |
| ------------------------------------------------------ | --------- | --------------------- | --------- | --------------------- |
| 4 de enero de 1981                                     | Ambato    | Técnico Universitario | 4 - 1     | Barcelona             |
| 11 de enero de 1981                                    | Guayaquil | Barcelona             | 3 - 0     | Técnico Universitario |
| 14 de enero de 1981                                    | Machala   | Barcelona (C)         | 3 - 0     | Técnico Universitario |
| Barcelona es el campeón con el marcador global de 7-4. |           |                       |           |                       |

### Campeón
|                                            |
|                                            |
| Campeón Barcelona Sporting Club 6.º título |

## Goleadores
| Jugador                | Equipo               | Goles |
| ---------------------- | -------------------- | ----- |
| Miguel Ángel Gutiérrez | América de Quito     | 26    |
| Marío Raffart          | Universidad Católica | 21    |
| Víctor Ephanor         | Barcelona            | 20    |